# Dixianqin
Le dixianqin (chinois : 獨弦琴 ; pinyin : dúxiánqín ; litt. « cithare à corde unique », prononcé [tǔ ɕi̯ɛ̌n tɕʰǐn]), également yixianqin (一弦琴, lit. « cithare à une corde »), est un instrument à cordes pincées chinois avec une seule corde. Le corps de l'instrument est fabriqué à partir d'un grand tube en bambou, plutôt qu'avec du bois, ce qui est courant au Vietnam. Il est semblable au « Đàn bầu », utilisé par les Vietnamiens, dont il est issu. La tradition chinoise décrit đàn độc huyền comme instrument spécifique aux groupes ethniques Jing (également orthographié Gin ou Kinh), d'origine vietnamienne qui se sont établis en Chine, et qui utilisent encore cet instrument.

## Historique
Le dixianqin est un instrument apparu vers le XIIe, ou le XIIIe siècle, dans le Sud de la Chine et était utilisé par l'ethnie Jing. Les autorités chinoises ont classé le dixianqin au patrimoine culturel immatériel chinois. Cet héritage englobe le chant, la musique, la danse, le théâtre, l'artisanat, ainsi que toutes les compétences similaires appréciées qui peuvent être enregistrées, sans être touchées ni interagir entre elles.

## Jeu
Le dixianqin est un instrument qui est souvent utilisé en solo, ou dans l'accompagnement des chants traditionnels. Il est joué avec des harmoniques, qui peuvent varier de trois octaves. La tension de la corde se modifie avec l’utilisation d’une tige flexible. La corde est pincée avec la main droite et le pas est contrôlé simultanément avec la main gauche en déplaçant la tige pour ajuster la tension sur la corde. En fonction de la direction dans laquelle la tige est tournée, soit vers le joueur, soit vers l’éloignée de celle-ci, le ton de la corde sera plié vers les notes plus hautes ou plus basses.
La définition du dixianqin, comme instrument culturel et traditionnel, spécifique aux groupes d'ethnie jing, est communément acceptée et appréciée en Chine. Il est courant que des groupes de joueurs du dixianqin se réunissent pour jouer dans des festivals chinois de grande et petite échelle.